# Ikaho, Gunma
Ikaho (伊香保町 Ikaho-machi?) fue un pueblo localizado en el Distrito de Kitagunma en la Prefectura de Gunma en Japón.

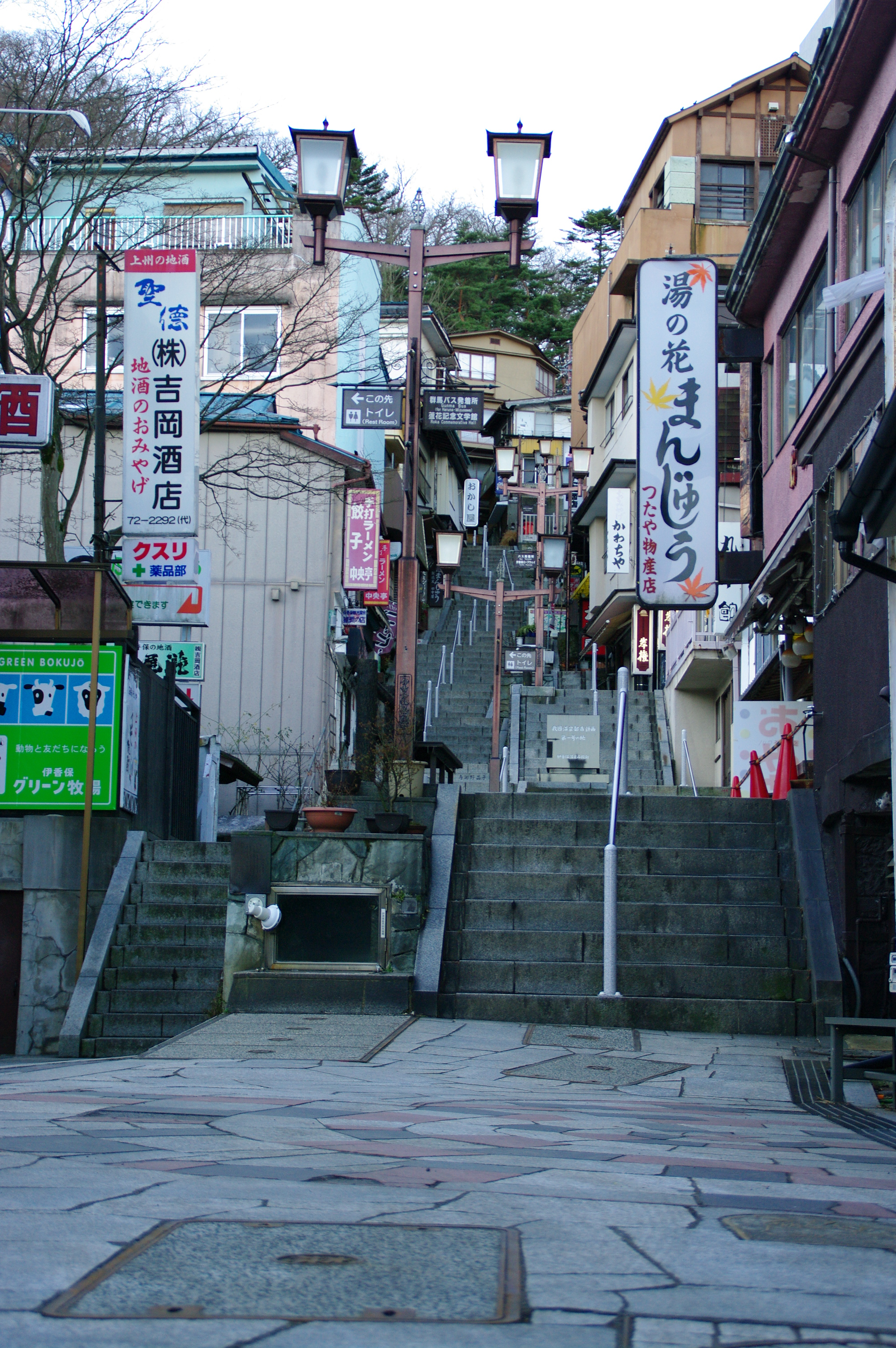
Ikaho Onsen

En el 2003, el pueblo tuvo una población estimada de 3,920 habitantes y una densidad de 175.63 personas por km² en una área de 22.32 km². 
El 20 de febrero de 2006, Ikaho, junto con las villas de Komochi y Onagami (Todas del Distrito de Kitagunma), y las villas de Akagi y Kitatachibana (Ambas en el Distrito de Seta), se unieron a la expandida ciudad de Shibukawa.
Situado en las pendientes del Monte Haruna, un volcán ya extinto, Ikaho es conocido por sus aguas termales.
Ikaho se encuentra a 2.5 horas de Shinjuku, Tokio mediante un autobús express.

## Onsen (Aguas termales)
El onsen de Ikaho es el cuarto onsen más grande de Gunma, lo que lo convierte en una de las principales localidades de onsen en Japón.

## Historia

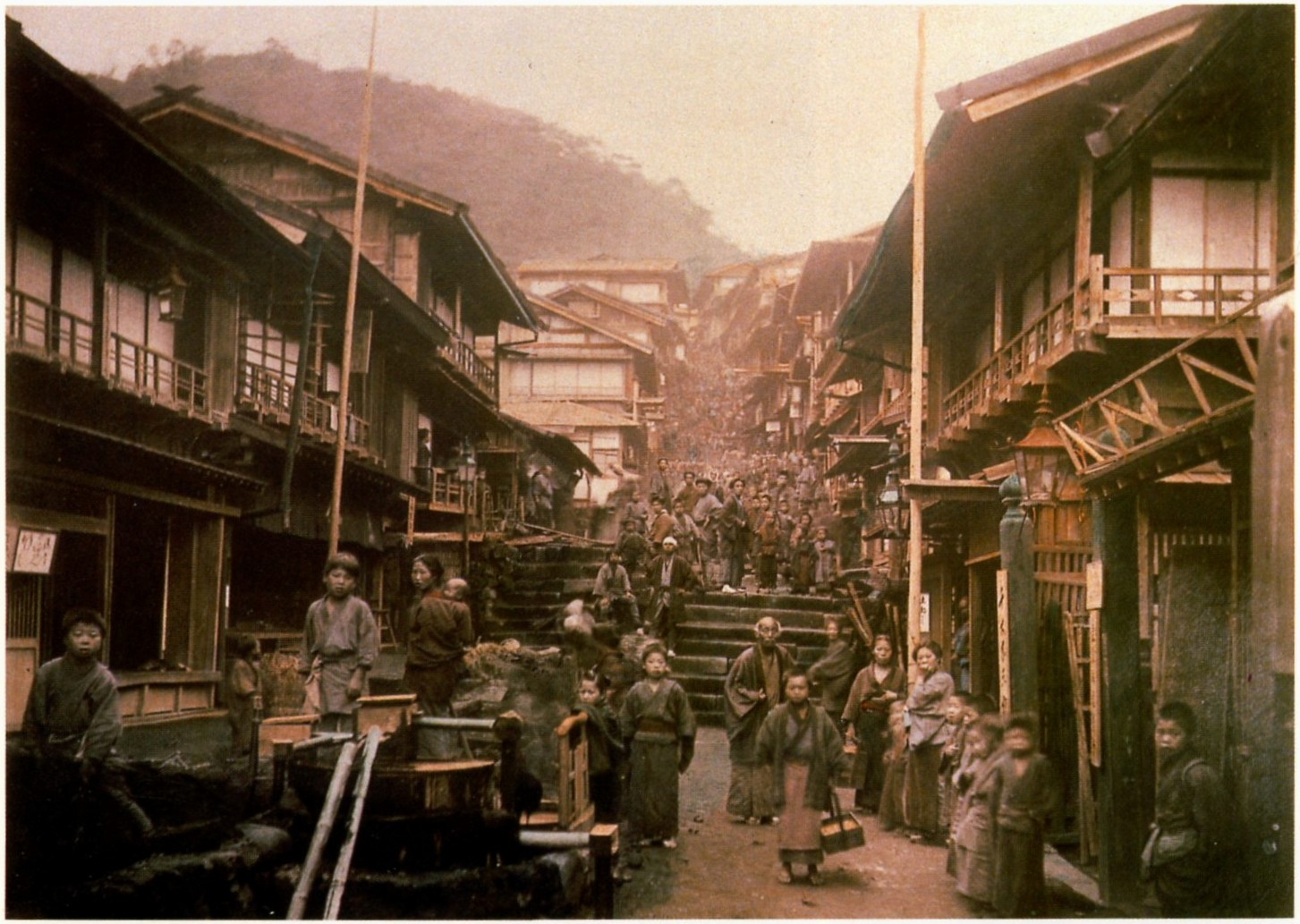
Ikaho Onsen Ishidangai alrededor 1890

- En 1889 el pueblo de Ikaho es fundado en el Distrito de Nishigunma tras la unificación de las villas de Ikaho, Mizusawa y Yunakako.
- En 1896 el Distrito de Nishigunma se unifica con el Distrito de Kataoka y es renombrado como el Distrito de Gunma.
- En 1949 el Distrito de Kitagunma junto con el pueblo de Ikaho se separan del Distrito de Gunma.
- En 1997 la ciudad de Hilo en Hawaii se convierte en una ciudad hermana.
- El 20 de febrero de 2006 Ikaho junto a las villas de Komochi y Onagami (todas estas del Distrito de Kitagunma) y las villas de Akagi y Kitachibana (ambas del Distrito de Seta), se unieron a la expandida ciudad de Shibukawa.

## Sitios notables
- Monte Haruna
- Aguas Termales de Ikaho
- Templo de Mizusawa
- Museo Conmemorativo Yumeji Takehisa
- Museo Conmemorativo de Literatura Roka Tokutomi
- Museo de arte

## En los medios populares
- La ciudad de Ikaho sirve como la ubicación para el manga de deportes Initial D.